# Huevos al albañil
Los huevos al albañil o huevos en salsa son un platillo típico de México que consiste en una porción de huevos revueltos de gallina bañados en una salsa picante, usualmente acompañados de frijoles refritos y tortillas de maíz. Este platillo se sirve como desayuno y tiene diversas variantes a lo largo del país. Por ejemplo, en la Ciudad de México se suelen servir en salsa verde, mientras que en Oaxaca se prepara como una tortilla de huevo bañada en salsa picante y aromatizada con epazote. Ocasionalmente, este platillo también se acompaña con rodajas de queso panela, rajas de chile poblano, crema o cebolla picada.